# Idyller, fire klaverstykker
Idyller, fire klaverstykker is een compositie van Niels Gade. Hij bundelde daartoe vier werkjes voor piano solo met idyllische titels:
- I blomsterhaven (In een bloementuin) in G majeur (allegro vivace e grazioso)
- Ved bækken (Bij de beek) in F majeur (allegretto quasi andantino)
- Trækfugle (Trekvogel) in D majeur (allegro scherzando)
- Aftendæmring (Avondschemering) in D majeur (andantino tranquillamente)